# Ceraleurodicus assymmetrus
Ceraleurodicus assymmetrus là một loài côn trùng cánh nửa trong họ Aleyrodidae, phân họ Aleurodicinae.
Ceraleurodicus assymmetrus được Bondar miêu tả khoa học đầu tiên năm 1922.